# Хастингс, Джимми
Джимми Хастингс (Джеймс Брайан Гордон Хастингс, англ. James Brian Gordon «Jimmy» Hastings; 12 мая 1938, Абердин — 18 марта 2024) — британский музыкант Кентерберийской сцены. Выступал в группах Caravan, Soft Machine, Hatfield and the North, National Health и Trapeze, а также в группах Брайана Ферри и Криса Сквайра. Старший брат музыканта Пая Хастингса.

## Биография
Джимми Хастингс родился в семье профессионального пианиста. Будучи подростком, он выступал на танцевальных вечеринках в шотландском Банффшире. В 16 лет Хастингс начал играть на альт-саксофоне, в 18 лет — на кларнете и в 21 год — на тенор-саксофоне.
В 1959 году вместе с семьей он переехал в Кентербери, а через год — в Лондон. В 1963—1964 годах в качестве трубача группы Ronnie Caryl's band Хастингс выступал во Франции, на Джерси и в Лондоне. Затем играл в различных джазовых коллективах, а в 1969—1973 годах — в оркестре Радио ВВС.
Как музыкант Кентерберийской сцены Джимми Хастингс был с 1968 года неофициальным пятым членом группы его брата Caravan. Он принимал участие в записи всех первых альбомов группы вплоть до Blind Dog At St. Dunstan's (1976), а иногда участвовал и в концертах группы. Игра Хастингса отличалась необыкновенно лёгким звучанием. Его сольные партии на флейте, в частности, на композиции «Love Song With Flute» с первого альбома Caravan, во многом определили звучание Кентерберийской сцены.
Хастингс принимал участие в записи многих важных альбомов Кентерберийской сцены, среди них — The Rotters' Club группы Hatfield and the North, Third и Fourth группы Soft Machine и всех трёх альбомов группы National Health. Он также записывался с такими музыкантами, как Брайан Ферри и Крис Сквайр.
В начале 1990-х годов Джимми Хастингс входил в возрождённый Caravan как официальный член группы, и участвовал в её гастролях по Великобритании и Италии. В 1991—1993 годах он некоторое время участвовал в проектах Ричарда Синклера Caravan Of Dreams и R.S.V.P. Не являясь более постоянным членом Caravan, Джимми Хастингс тем не менее принял участие в записи последних альбомов группы The Battle Of Hastings (1995), All Over You (1996) и The Unauthorized Breakfest Item (2003). В 1996 году Хастингс заменял Джеффа Ричардсона в гастрольном туре Caravan, в 2003 году участвовал в памятном концерте, посвящённом 35-летию группы.
Джимми Хастингс возглавлял собственный джазовый квартет и много работал в качестве приглашённого музыканта. Хастингс принимал участие в европейском туре Биг Бенда Фила Коллинса, а также участвовал в записи альбома Amnesiac (2001) группы Radiohead.
Помимо участия в различных рок- и джазовых проектах в 1970-е годы Хастингс играл в группе Френка Синатры и в некоторых мюзиклах Уэст-Энда. Хастингс также преподавал в Королевской музыкальной академии и Лондонском музыкальном колледже.
Умер 18 марта 2024 года в возрасте 85 лет.